# Giuseppe Rapetti
Giuseppe Ernesto Rapetti (Alessandria, 21 ottobre 1905 – Roma, 20 settembre 1959) è stato un calciatore italiano, di ruolo portiere.

## Caratteristiche tecniche

### Giocatore
Rapetti è stato un portiere di medio livello e discretamente affidabile.

## Carriera
Alessandrino, si trasferì a Roma, militando nella Pro Roma, diventata nel 1926 Fortitudo Pro Roma. In queste due squadre giocò poco; ciononostante, quando nel 1927 nacque la Roma dalla fusione di Fortitudo, Alba e Roman, venne scelto come portiere titolare della nuova formazione capitolina. Disputò 14 partite in campionato e una in Coppa CONI (primo trofeo vinto dai giallorossi) senza mettersi particolarmente in luce e, dopo la seconda stagione trascorsa in panchina, ritornò ad Alessandria, dove disputò altre tre stagioni come portiere di riserva, proseguendo poi la carriera con la maglia del Cagliari. Terminata la carriera calcistica, abbandonò lo sport attivo.

### Dopo il ritiro
Finita la carriera di calciatore lavorò come impiegato per circa 25 anni alla Società Romana di Elettricità, fino alla scomparsa.

## Statistiche

### Presenze e reti nei club
| Stagione           | Squadra            | Campionato         | Campionato | Campionato | Coppe nazionali | Coppe nazionali | Coppe nazionali | Coppe continentali | Coppe continentali | Coppe continentali | Altre coppe | Altre coppe | Altre coppe | Totale | Totale |
| Stagione           | Squadra            | Comp               | Pres       | Reti       | Comp            | Pres            | Reti            | Comp               | Pres               | Reti               | Comp        | Pres        | Reti        | Pres   | Reti   |
| ------------------ | ------------------ | ------------------ | ---------- | ---------- | --------------- | --------------- | --------------- | ------------------ | ------------------ | ------------------ | ----------- | ----------- | ----------- | ------ | ------ |
| 1925-1926          | Pro Roma           | PD                 | 8          | -34        | -               | -               | -               | -                  | -                  | -                  | -           | -           | -           | 8      | -34    |
| 1926-1927          | Fortitudo          | DN                 | 0          | 0          | -               | -               | -               | -                  | -                  | -                  | -           | -           | -           | 0      | 0      |
| 1927-1928          | Roma               | DN                 | 14         | -21        | CC              | 1               | -1              | -                  | -                  | -                  | -           | -           | -           | 16     | -23    |
| 1928-1929          | Roma               | DN                 | 0          | 0          | -               | -               | -               | -                  | -                  | -                  | -           | -           | -           | 0      | 0      |
| Totale Roma        | Totale Roma        | Totale Roma        | 14         | -21        |                 | 1               | -1              |                    | -                  | -                  |             | -           | -           | 15     | -22    |
| 1929-1930          | Alessandria        | A                  | 6          | -6         | -               | -               | -               | -                  | -                  | -                  | -           | -           | -           | 6      | -6     |
| 1930-1931          | Alessandria        | A                  | 12         | -26        | -               | -               | -               | -                  | -                  | -                  | -           | -           | -           | 12     | -26    |
| 1931-1932          | Alessandria        | A                  | 1          | -2         | -               | -               | -               | -                  | -                  | -                  | -           | -           | -           | 1      | -2     |
| Totale Alessandria | Totale Alessandria | Totale Alessandria | 19         | -34        |                 | -               | -               |                    | -                  | -                  |             | -           | -           | 19     | -34    |
| 1932-1933          | Cagliari           | B                  | 24         | -41        | -               | -               | -               | -                  | -                  | -                  | -           | -           | -           | 24     | -41    |
| 1935-1936          | MATER              | PD                 | ?          | ?          | -               | -               | -               | -                  | -                  | -                  | -           | -           | -           | ?      | ?      |
| 1938-1939          | Acqui              | C                  | ?          | ?          | -               | -               | -               | -                  | -                  | -                  | -           | -           | -           | ?      | ?      |
| 1939-1940          | Acqui              | C                  | ?          | ?          | -               | -               | -               | -                  | -                  | -                  | -           | -           | -           | ?      | ?      |
| Totale Acqui       | Totale Acqui       | Totale Acqui       | ?          | ?          |                 | -               | -               |                    | -                  | -                  |             | -           | -           | ?      | ?      |
| Totale carriera    | Totale carriera    | Totale carriera    | 65+        | -130+      |                 | 1+              | -1+             |                    | -                  | -                  |             | -           | -           | 66+    | 131+   |

## Palmarès

### Giocatore

#### Club

##### Competizioni nazionali
- Coppa CONI: 1

Roma: 1928